# Lago di Circonio
Il lago di Circonio (in sloveno Cerkniško jezero; in epoca asburgica in tedesco Zirknitzer See) è un importante lago della Slovenia situato vicino a Circonio (Cerknica in sloveno) da cui il nome, nella regione della Carniola interna. In italiano era noto in passato anche come palude Lugea.

## Descrizione
Il lago è ubicato in una conca pianeggiante con terreno impermeabile (un tipo di dolina carsica chiamata polje) compresa tra la catena montuosa del monte Pomario (Veliki Javornik) e quella del Slivnica.
La particolarità di questo specchio d'acqua consiste nel fatto che è un lago carsico effimero (o stagionale), ovvero che il suo volume dipende dalle precipitazioni: il suo bacino può svuotarsi del tutto in poco tempo, poiché in alcuni punti sono presenti degli inghiottitoi in grado di drenare tutta l'acqua, inclusa quella degli immissari, nella cavità del sottosuolo. 
Quando è in fase di piena invade l'intera vallata a sud di Circonio e diviene il maggiore lago della Slovenia per estensione: la sua superficie può raggiungere infatti i 38 km², mentre l'altitudine sul livello del mare può variare da 546 a 551 metri. La profondità massima raggiunge i 10 metri, ma quella media solo 1 metro, a causa delle irregolarità del suo volume.
Il lago di Circonio è formato da alcuni corsi d'acqua carsici immissari, tra cui il principale è il torrente Circonio, che attraversa l'omonima cittadina; non possiede però emissari. Le caratteristiche di questo lago sono analoghe a quelle del lago di Doberdò, in provincia di Gorizia. 
Il lago è un'importante riserva naturale per molte specie animali, soprattutto per la nidificazione di numerose specie di uccelli.

## Protezione
Il lago rientra nel Parco regionale Notranjska, istituito nel 2002. Dal 2006 è inserito nella lista delle zone umide di importanza internazionale tutelate ai sensi della convenzione di Ramsar.

## Galleria d'immagini

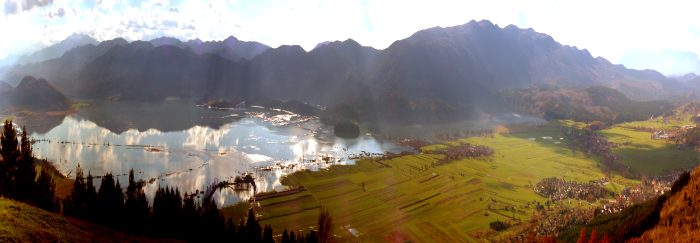
Fase di piena
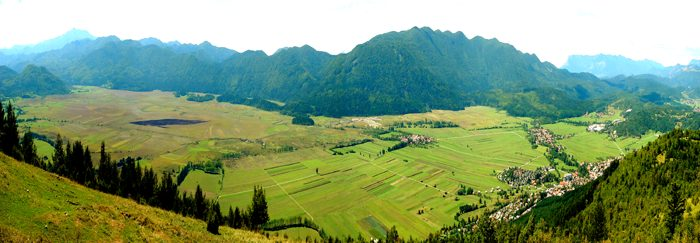
Fase di magra
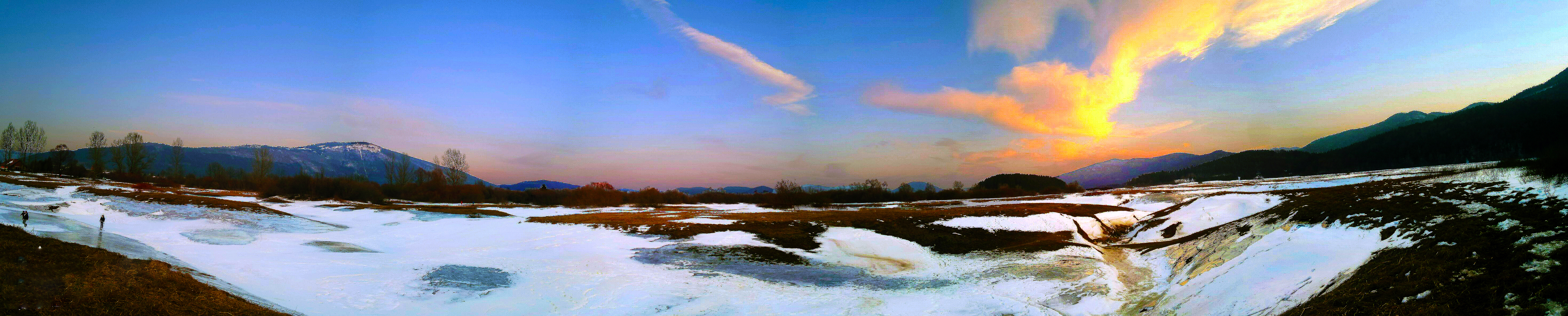
aspetto invernale
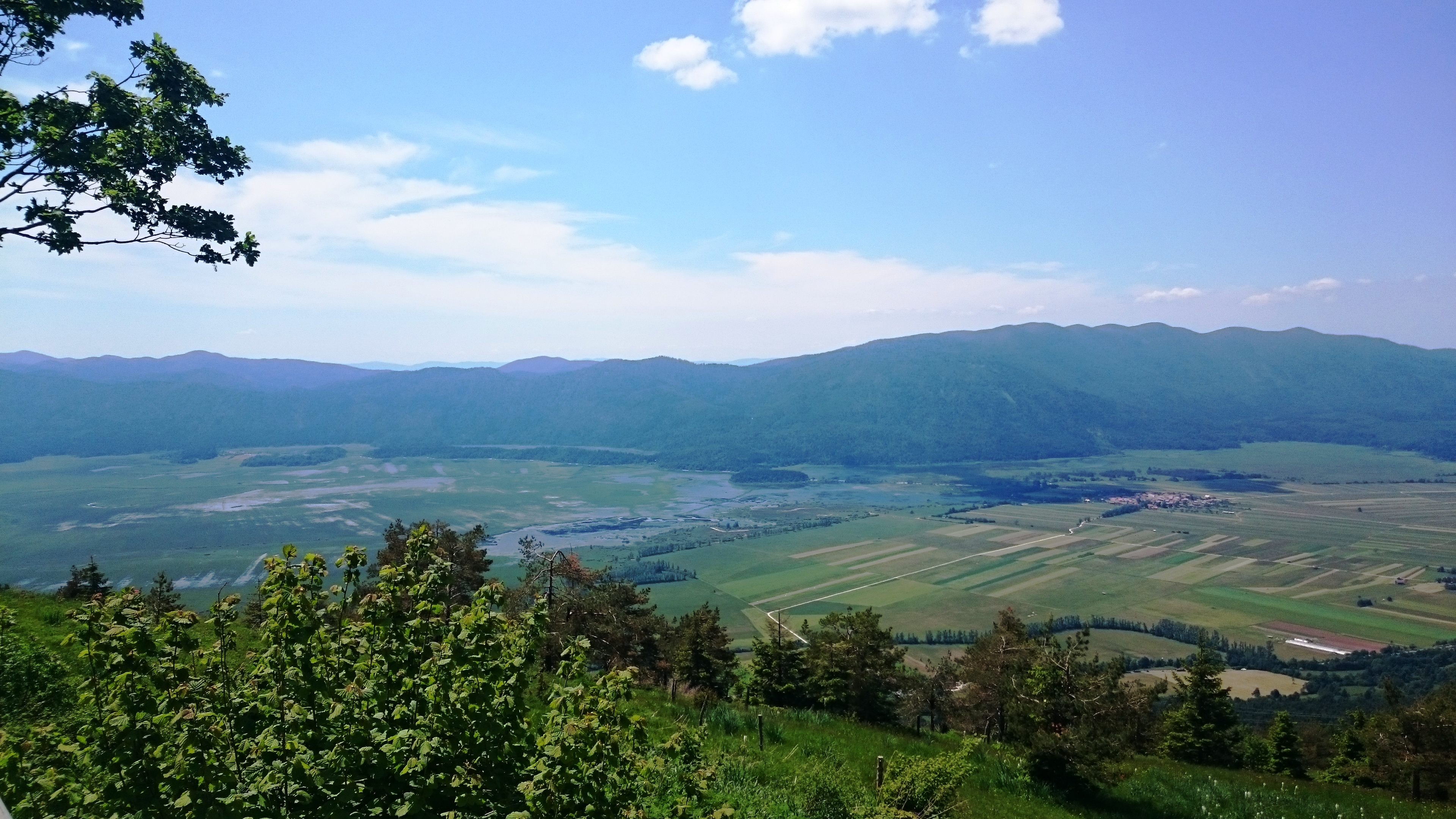
in primavera